# Fluxus
A fluxus (átáramlás) általában egy adott {\displaystyle {\boldsymbol {A}}} felületen átáramló anyag vagy energia mennyiségét  jelenti vagy egy erőtérnek a felületen való áthatolását jellemzi. A fluxus jele egy görög betű a {\displaystyle \Phi }, ejtsd fí.

## Fluxussűrűség
Ha az áramlást vagy az erőteret a {\displaystyle {\boldsymbol {v}}} vektor jellemzi, akkor a
{\displaystyle \Phi =\int _{\boldsymbol {A}}{\boldsymbol {v}}d{\boldsymbol {A}}}
integrált a {\displaystyle {\boldsymbol {v}}} fizikai mennyiség fluxusának hívjuk.   A {\displaystyle {\boldsymbol {v}}} vektor ugyanakkor egyben a {\displaystyle \Phi } fluxus fluxussűrűsége.

## Elektromos fluxus
Az elektromos fluxus arányos egy adott felületen áthaladó erővonalak számával, pontosabban az E elektromos tér, szorozva a felületnek a térre merőleges komponensével).
Az elektromos fluxus egy A felületre:
{\displaystyle \Phi _{E}=\int _{A}\mathbf {E} \cdot \mathrm {d} \mathbf {A} }

## Mágneses fluxus
A {\displaystyle {\boldsymbol {B}}} mágneses indukció {\displaystyle {\boldsymbol {A}}} felületre vett
{\displaystyle \Phi _{\boldsymbol {B}}=\int _{\boldsymbol {A}}{\boldsymbol {B}}d{\boldsymbol {A}}}
integrálját mágneses fluxusnak hívjuk, ami szemléletesen a felületet metsző mágneses indukcióvonalak száma, bár nem dimenziótlan mennyiség. SI-mértékegysége a weber (Wb). 1 Wb = 1 T m² = 1 V s.  Az általános definíciónak megfelelően a {\displaystyle {\boldsymbol {B}}} mágneses indukció azonos a mágneses fluxussűrűséggel. 

### Az erővonalak jellemzői
- Az erővonalak soha nem metszik, keresztezik egymást.
- Az erővonalak a gumiszalaghoz hasonlóan igyekeznek megrövidülni.
- Több, egyidejű mágneses tér egymásra hatva az erővonalképet eltorzítja, azok vektorális eredője jelenik meg.
- Az erővonalak a kisebb mágneses ellenállás irányába igyekeznek.
- Ha egy ferromágneses anyag egy keresztmetszete telítésbe kerül, akkor az erővonalak azon a részen kilépnek, és a nagyobb mágneses ellenállás felé kényszerülnek.
- Ahol a legtöbb erővonal záródik, ott a legnagyobb a szóródás.
- Ugyanakkora gerjesztés mellett, nagyobb átmérőnél ugyanannyi erővonal záródik, a fluxus ugyanannyi, de az indukció kisebb lesz! [6]

## Részecskefluxus
Legyen j az egységnyi felületen egységnyi idő alatt átáramló részecskék száma, ekkor az
{\displaystyle \Phi _{\boldsymbol {j}}=\int _{\boldsymbol {A}}{\boldsymbol {j}}d{\boldsymbol {A}}}
integrál megadja az A felületen egységnyi idő alatt átáramló részecskék számát. {\displaystyle \Phi _{\boldsymbol {j}}} a részecskék fluxusa (vagy árama), {\displaystyle {\boldsymbol {j}}} pedig a részecskék fluxussűrűsége vagy áramsűrűsége.